# Пејо Јаворов
Пејо Јаворов (буг. Пейо (Кр.) Яворов; 13. јануар 1878 — 29. новембар 1913) био је бугарски књижевник.
Његово право име је Пејо Тотев Крачолов. Од 1893. до 1901. године радио је као телеграфски поштар, мењајући различита насеља - Чирпан, Стара Загора, Сливен, Стралџа, Бургас, Софија. У међувремену, ширио је идеје међу младима, а наком 1897. ступио је у контакт са ИМРОО-ом. Првобитно је био уредник различитих издања везаних за македонско-охридски револуционарни покрет - "Слобода или смрт" и часопис "Илиндан". Касније са разним групама у више наврата прелази границу и бори се за слободу Македоније. Постаје један од најактивнијих присталица Гоце Делчева и његов први биограф - "Гоце Делчев" (1904). Овај период његовог живота налази се у његовој мемо-есејистичкој књизи "Хајдукове жеље" (1909.). Дипломирао је у Софији уз помоћ доктора Крсте Крстева и Петка Славејкова. Постао је сарадник-уредник најбољег књижевног часописа тог времена - часопис "Мисао". 1901. године објавио је своју прву збирку поезије под називом "Песме" , а друго издање је припремио Петко Славејков 1904. године. Током овог периода песник је радио као библиотекар, а касније као драмски писац у Народном позоришту. Плодови његовог рада у позоришту су две представе - "У подножју Витоше" (1910.) и "Када гром удари, како ехо заћути" (1912.). Објављено је неколико пута у иностранству његово "савршенство у литератури". 1907. године је објавио своју другу колекцију песама "Беспомоћност", која је коначно отворила пут савременом бугарском лирицизму. Јаворова поезија је симболистичка, метафизичка, прожета дубоким скептицизмом и увидом у вечна питања. Она је радикално променила бугарско књижевно размишљање и захтева нови начин писања. 1910. године објављена је антологија књиге "После сенке облака", чије друго издање из 1914. године представља рачун поетске стазе, сличне Ботеовој.
Осетљива душа песника је навикла на сујету и беду књижевних и секуларних обичаја у главном граду. Лора Каравелова, кћи државника Петка Каравелова, је жена чија се љубав испоставила фатална по њега. Сама књижевност сведочи за горућу и бурну љубав, коју обележавају многе сумње и многе страсти. Трагични крај је стигао 29. новембра 1913. године, када је Лаура страдала, а Пејо покушао да изврши самоубиство. Срећом само пробија храм и затварају га. Преплављен тужбама и гласинама да је убица, 29. октобра 1914. године песник узима велику дозу отрова и умире. Овако се завршава његов велики рачун са животом, али не са великим бугарским песником.

## Поезија
- После сенке облака ( збирка штампана између 1895. и 1900. године)
- Песме (1901.)
- Песме ( 1904.)
- Они који не спавају (1907.)
- После сенке облака ( 1910.)
- Отаџбина
- Два лепа ока
- Састанак
- Нирвана
- Маска
- Ка врху
- Ледена стена
- Угасило се сунце
- Две душе
- Бићеш у белом

## Дела
- Чланци у новинама "Слобода или смрт" (1903, Македонија)
- Гоце Делчев
- Чланци у новинама "Илиндан" (1908.)
- Хајдукове жеље

## Драме
- У подножју Витоше
- Када гром удари, како ехо заћути